# Simon Olsson
Simon Olsson, né le 14 septembre 1997 à Linköping en Suède, est un footballeur international suédois qui joue au poste de milieu défensif à l'IF Elfsborg.

## Biographie

### Carrière en club
Simon Olsson passe par le Karle IF et l'AFK Linköping avant de rejoindre en 2014 l'IF Elfsborg, où il est dans un premier temps intégré aux équipes de jeunes. Il joue son premier match en équipe première le 25 août 2016, lors d'une rencontre de Svenska Cupen face à l'IK Gauthiod où son équipe s'impose largement sur le score de sept buts à zéro. Olsson fait sa première apparition dans l'Allsvenskan le 18 septembre de la même année contre le Falkenbergs FF. Titulaire lors de cette rencontre, son équipe s'impose sur le score de cinq à zéro.
Le 12 mars 2021, Simon Olsson prolonge son contrat avec l'IF Elfsborg jusqu'en décembre 2025.
Le 2 août 2021, Simon Olsson rejoint les Pays-Bas afin de s'engager en faveur du SC Heerenveen. Il signe un contrat courant jusqu'en juin 2026.
Il joue son premier match sous ses nouvelles couleurs le 5 août 2022, lors de la première journée de la saison 2022-2023 d'Eredivisie, face au Sparta Rotterdam. Il entre en jeu à la place de Thom Haye et les deux équipes se neutralisent (0-0 score final).
Le 22 janvier 2025, Simon Olsson fait son retour dans le club de ses débuts, l'IF Elfsborg. Il signe un contrat de cinq ans, soit jusqu'en décembre 2029,.

### En sélection
En avril 2014 Simon Olsson joue deux matchs pour l'équipe de Suède des moins de 17 ans. De 2014 à 2016 il est un membre de l'équipe de Suède des moins de 19 ans, avec laquelle il joue quatre matchs et inscrit un but.
Simon Olsson honore sa première sélection avec l'équipe nationale de Suède le 21 mars 2024, lors d'un match amical face au Portugal. Il entre en jeu à la place de Jens Cajuste et son équipe est battue par cinq buts à deux.